# Rutherford AVA
Rutherford AVA (anerkannt seit dem 1993) ist ein Weinbaugebiet im US-Bundesstaat Kalifornien und ist Teil der überregionalen Napa Valley AVA. Die Rebflächen konzentrieren sich auf einen Bereich rund um die Stadt Rutherford. Das am 2. Juli 1993 anerkannte Weinbaugebiet ist international insbesondere für die Rotweine aus der Rebsorte Cabernet Sauvignon bekannt. Der Boden besteht aus sandigem Lehm mit einem hohen Kiesanteil.
Die nur 2.700 Hektar große Zone ist Heimat der weltweit bekannten Weinbaubetriebe Beaulieu Vineyards und Inglenook Winery.